# Kitty Hawk
Kitty Hawk é uma cidade localizada no estado norte-americano de Carolina do Norte, no Condado de Dare. Foi fundada no século XVII, com a designação original de Chickahawk.
A cidade tornou-se famosa em 17 de Dezembro de 1903, quando os irmãos Wright efectuaram o primeiro voo controlado, percorrendo uma distância de 6,4 km pelas dunas Kill Devil Hills.
Vários meios de guerra receberam o nome desta cidade, como os porta-aviões USS Kitty Hawk (CV-63) e USS Kitty Hawk (AKV-1), o bombardeiro B-2 Spirit AV-19 e o módulo de comando da Apollo 14.

## Demografia
Segundo o censo norte-americano de 2000, a sua população era de 2991 habitantes.
Em 2006, foi estimada uma população de 3332, um aumento de 341 (11.4%).

## Geografia
De acordo com o United States Census Bureau tem uma área de
21,3 km², dos quais 21,2 km² cobertos por terra e 0,1 km² cobertos por água. Kitty Hawk localiza-se a aproximadamente 1 m acima do nível do mar.

## Localidades na vizinhança
O diagrama seguinte representa as localidades num raio de 28 km ao redor de Kitty Hawk.